# Kuzurub
Kuzurub (ukrainisch und russisch Куцуруб) ist ein Dorf im Süden der ukrainischen Oblast Mykolajiw mit etwa 2000 Einwohnern (2004).
Das Dorf wurde 1756 gegründet und liegt nordöstlich der Stadt Otschakiw am Zugang des Dnepr-Bug-Limans, der Mündung des Südlichen Bugs und des Dnepr, zum Schwarzen Meer. Die Oblasthauptstadt Mykolajiw liegt etwa 60 km nordöstlich von Parutyne. Durch das Dorf verläuft die Territorialstraße T–15–07. Im Osten grenzt Kuzurub an das Dorf Iwaniwka.

## Verwaltungsgliederung
Am 10. August 2015 wurde das Dorf zum Zentrum der neugegründeten Landgemeinde Kuzurub (ukrainisch Куцурубська сільська громада/Kuzurubska silska hromada), zu dieser zählten auch noch die 2 Dörfer Iwaniwka und Jasselka, bis dahin bildete es die gleichnamige Landratsgemeinde Kuzurub (Куцурубська сільська рада/Kuzurubska silska rada) im Südwesten des Rajons Otschakiw.
Am 14. September 2016 kamen noch die Dörfer Dmytriwka, Dniprowske, Katalyne, Matrossiwka, Ostriwka, Parutyne, Prybuske, Solontschaky und Tscherwone Parutyne zum Gemeindegebiet.
Am 17. Juli 2020 kam es im Zuge einer großen Rajonsreform zum Anschluss des Rajonsgebietes an den Rajon Mykolajiw.
Folgende Orte sind neben dem Hauptort Kuzurub Teil der Gemeinde:
| Name                     | Name             | Name                                      |
| ukrainisch transkribiert | ukrainisch       | russisch                                  |
| ------------------------ | ---------------- | ----------------------------------------- |
| Dmytriwka                | Дмитрівка        | Дмитровка (Dmitrowka)                     |
| Dniprowske               | Дніпровське      | Днепровское (Dneprowskoje)                |
| Iwaniwka                 | Іванівка         | Ивановка (Iwanowka)                       |
| Jasselka                 | Яселка           | Яселка                                    |
| Katalyne                 | Каталине         | Каталино (Katalino)                       |
| Matrossiwka              | Матросівка       | Матросовка (Matrossowka)                  |
| Ostriwka                 | Острівка         | Островка (Ostrowka)                       |
| Parutyne                 | Парутине         | Парутино (Parutino)                       |
| Prybuske                 | Прибузьке        | Прибугское (Pribugskoje)                  |
| Solontschaky             | Солончаки        | Солончаки (Solontschaki)                  |
| Tscherwone Paruytne      | Червоне Парутине | Червоное Парутино (Tscherwonoje Parutino) |